# さまよえる赤い蝶
『さまよえる赤い蝶』（さまよえるあかいちょう）は、青山剛昌が1988年に発表した漫画作品。現在では青山剛昌短編集に収録、発売されている。

## 概要
週刊少年サンデー昭和63年6号掲載、全6ページ。サンデー19Showの1作。
主人公は私立探偵・北方優作。暗号を解読するショートショート。

## OVA『さまよえる赤い蝶』
原作とは設定が変更され、主人公が『名探偵コナン』の主人公・江戸川コナン（工藤新一）の父である工藤優作になっている。そのため、本編の暗号も原作と変更されている。
時間軸としては、優作と有希子が結婚する前である。新一（コナン）は生まれておらず、『名探偵コナン』の作品としてはカウントされていない。

### キャスト
- 工藤優作 - 田中秀幸
- 藤峰有希子 - 島本須美
- おばさん - 水原リン
- アナウンサー - 斎賀みつき

### スタッフ
- 原作 - 青山剛昌
- 監督 - 鍋島修
- 脚本 - 古内一成
- 絵コンテ - 鍋島修、松園公
- キャラクターデザイン、総作画監督 - 須藤昌朋
- デザインワークス - 糸島雅彦、石野聡、森木靖泰
- 作画監督 - 清水義治、糸島雅彦、石野聡
- 美術監督 - 板倉佐賀子
- 撮影監督 - 野村隆
- 編集 - 岡田輝満
- 音響監督 - 小林克良
- 音楽 - 松尾早人
- アシスタントプロデューサー - 横山敏
- プロデューサー - 吉岡昌仁
- アニメーション制作 - 東京ムービー
- 製作 - 小学館、ポリグラム、キョクイチ

### 主題歌
「きっと言える」
歌 - 田村ゆかり / 作詞 - 三枝翔 / 作曲・編曲　- 山口一久